# 문화로 (함평군)
문화로(Munhwa-ro)는 전라남도 함평군 나산면에서 함평군 월야면을 잇는 도로이다.

## 주요 경유지
전라남도
- 함평군 (나산면 . 월야면)

## 노선
| 이름                | 접속 노선                 | 소재지 | 소재지 | 비고                 |
| ------------------- | ------------------------- | ------ | ------ | -------------------- |
| (이름없음)          | 지방도 제825호선 (체암로) | 함평군 | 나산면 | 지방도 제838호선구간 |
| 이문교              |                           | 함평군 | 나산면 | 지방도 제838호선구간 |
| 방축교              |                           | 함평군 | 월야면 | 지방도 제838호선구간 |
| 월야 교차로         | 국도 제22호선 (영광로)    | 함평군 | 월야면 | 지방도 제838호선구간 |
| 월야사거리          | 밀재로                    | 함평군 | 월야면 | 지방도 제838호선구간 |
| 장동삼거리          | 수박동길 가미소길         | 함평군 | 월야면 |                      |
| 월야면 월야리교차로 | 월삼길                    | 함평군 | 월야면 |                      |
| 평촌교              |                           | 함평군 | 월야면 |                      |
| 정산 교차로         | 국도 제24호선 (함장로)    | 함평군 | 월야면 |                      |
| 태청로와 직결       |                           |        |        |                      |

## 주요 건물 및 시설
- 함평월야중학교 (문화로 695/월야리 612-4)